# てぃんくる (求人情報雑誌)
『てぃんくる』は、日本の求人情報雑誌。女性向けで、いわゆる水商売・風俗業界専門の高収入求人情報雑誌として最初に創刊された。株式会社しょういんが発行している。また、同名の求人情報インターネットサービス「てぃんくる」もあり、このサイトの運営も株式会社しょういんが行っている。

## 概要
定価100円。首都圏（東京・神奈川・千葉・埼玉）を中心に、コンビニエンスストア・書店で販売される「高収入アルバイト情報誌」のパイオニア。いわゆるソープランドやデリヘルなど性風俗求人情報を多く扱い、「最初の風俗求人誌」として1992年に創刊された。インターネット版「てぃんくる」でも、雑誌同様に水商売・風俗求人情報を掲載しているほか、恋愛心理テストなどのエンタメコンテンツもある。

## 歴史
1992年
- 「てぃんくる」創刊

1993年
- テレビや雑誌などで「若い女性が雑誌でフーゾクバイトを始める時代」と話題に。女性の社会進出の一現象として取り上げられた[要出典]。

1998年
- WEBサイト「てぃんくる」[1]開設

## 主な仕事コンテンツ
- 「めざせっ高収入ガール」[2]

実際に働く女性の日給や暮らし方のインタビュー。
- 「MYデビュー」[3]

フーゾクなど高収入バイト・デビュー時の体験談。
- 「初心者レスキュー隊」[4]

風俗・水商売など接客業についてのQ&A。
- 「てぃんくるワークと風営法」[5]

「風俗営業等の規制及び業務の適正化等に関する法律」による取扱業種の解説。

## 主なコンテンツ
- 「一徹のらぶ・えな」[6]
- 「法的トラブル相談室」[7]
- 「新ガールズクリニック」[8]
- 「誰も教えてくれない女の保健体育」[9]

## 人物コンテンツ
- 「鈴木一徹」[10]
- 「月野帯人」[11]
- 「ムーミン」[12]
- 「志戸哲也」[13]
- 「しみけん」[14]
- 「藤木一真[15]
- 「丘咲エミリ」[16]
- 「琥珀うた」[17]
- 「宮地由梨香」[18]
- 「Nina」[19]
- 「牧瀬みさ」[20]
- 「紗倉まな」[21]
- 「長谷川ミク」[22]
- 「みひろ」[23]
- 「RYU」[24]
- 「柏木のぞみ」[25]
- 「きみの歩美」[26]
- 「純奈かなえ」[27]
- 「大城かえで」[28]
- 「橘ひなた」[29]
- 「かすみりさ」[30]
- 「渚ことみ」[31]
- 「ももかさくら」[32]
- 「真木こころ」[33]
- 「横山美雪」[34]
- 「片桐えりりか」[35]
- 「上原保奈美」[36]
- 「前田優希」[37]
- 「春野さくら」[38]
- 「SARAH」[39]
- 「原紗央莉」[40]

## 主な連載陣
- 「一徹のらぶ・えな」[6]
- 「まりかのオトナの世界におじゃまします★世界進出」[41]
- 「小室友里の聞かせてプリーズ」[42]
- 「松沢呉一のカシコイおもてなし」[43]
- 「松沢呉一の店外講習」[44]
- 「室井佑月」[45]
- 「みひろの興味シンシン」[46]
- 「さかもと未明」[47]
- 「すぎはら美里」[48]
- 「酒井あゆみ」[49]
- 「安田理央」[50]
- 「赤枝恒夫」[51]
- 「水木乱美の人生七転八倒」

## 主な占いコンテンツ
- 「女神の携帯番号占い」[52]
- 「心理テスト」[53]
- 「ワンクリック心理テスト」[54]
- 「カラーセラピー」[55]
- 「ソウルカラー占い」[56]
- 「12星座占い」[57]
- 「星座＋血液型　48タイプ別占い」[58]